# Kei Igarashi
Kei Igarashi (五十嵐圭?, Igarashi Kei; Niigata, 7 maggio 1980) è un cestista giapponese.

## Carriera
Con il Giappone ha disputato i Campionati mondiali del 2006 e quattro edizioni dei Campionati asiatici (2003, 2005, 2007, 2009).